# Olga Raonić
Olga Raonić (ur. 31 grudnia 1986 w Belgradzie) – serbska siatkarka, grająca na pozycji rozgrywającej, reprezentantka kraju. W sezonie 2013/2014 zawodniczka Siódemki LTS Legionovii Legionowo.

## Kluby
| Lata gry  | Klub                          |
| --------- | ----------------------------- |
| 2001–2008 | Radnički Belgrad              |
| 2008–2009 | Dinamo Azotara Pančevo        |
| 2009–2010 | Iraklis Saloniki              |
| 2010–2011 | 1. VC Wiesbaden               |
| 2011–2012 | SC Poczdam                    |
| 2012–2013 | OK Subotica                   |
| 2013–2014 | Siódemka Legionovia Legionowo |

## Sukcesy

### Klubowe
- 2013 –  Wicemistrzostwo Serbii z OK Subotica